# 우호태
우호태(禹浩泰, 1959년 8월 8일 ~ , 경기도 화성시 태안읍)은 대한민국 시인, 정치인이다.
화성군의원을 시작으로 정치에 입문하였으며, 경기도의원을 거쳐 화성군수에 당선되었다. 2000년 화성군이 화성시로 승격되면서 초대 화성시장이 되었으며 시장재임 중 사업 허가 청탁 대가로 업자로부터 뇌물을 받은 혐의(특가법상 뇌물)로 2005년 1월 징역 5년의 실형을 선고받아 시장직을 상실하였다.
그뒤 19대 총선에 화성시 을 지역에서 무소속으로 출마하였으나 9.7% 의 득표율로 낙선하였다.

## 학력
- 1959. 8. 8 경기도 화성시 태안읍 출생
- 1966 ~ 1972 병점초등학교 졸업
- 1972 ~ 1975 안용중학교 졸업
- 1975 ~ 1978 수원고등학교 졸업
- 1979 ~ 1983 서강대학교 정치외교학 학사

## 경력
- 1983 ~ 1986 육군 학사장교 중위 제대(군 교육 후 예비역 대위 진급)
- 1986 ~ 1998 기아자동차 근무
- 1991.04 ~ 1995.06 제1대 경기도 화성군의회 의원
- 1995.07 ~ 1996.04 제4대 경기도의회 의원
- 1996 ~ 1999 한나라당 오산, 화성지구당 위원장
- 1999.12 ~ 2005.01 초대·제2대 경기도 화성시장[2]
- 2009 ~ 2001 경기공업대학 겸임교수
- 수원대학교, 협성대학교 출강

## 저서
- 2011. 3 그대가 향기로울 때(인북스)

## 역대 선거 결과
|  | 28.5% |

|  | 59.43% |

|  | 19.87% |

|  | 35.1% |

|  | 69.04% |

|  | 9.67% |

|  | 32.26% |